# Синя зона (дълголетие)
Сини зони са региони по света, където по-голям от обичайния брой хора живеят много по-дълго от средното. Терминът се появява за първи път в историята на корицата на списание National Geographic от ноември 2005 г. „Тайните на дългия живот“.
Открити са пет „Сини зони“ в които голяма част от хората живеят по-здравословно и по-дълго от останалите: Окинава (Япония); Сардиния (Италия); Никоя (Коста Рика); Икария (Гърция); и Лома Линда, Калифорния.
Хората, обитаващи Сините зони, споделят общи характеристики на начина на живот, които допринасят за тяхното дълголетие:
- Семейството е най-важно
- Непушачи
- Полу-вегетарианство - по-голямата част от консумираната храна е растителна
- Постоянната умерена физическа активност е неразделна част от живота
- Социална ангажираност и интегрирани в своите общности
- Бобови растения са често консумирани